# Sport Bissau e Benfica
Sport Bissau e Benfica is een Guinee-Bissause voetbalclub uit de hoofdstad Bissau.

## Erelijst
Landskampioen
1977, 1978, 1980, 1981, 1982, 1988, 1989, 1990, 2010, 2015, 2017, 2018, 2022, 2024, 2025
Beker van Guinee-Bissau
Winnaar: 1981, 1989, 1992, 2008, 2009, 2010, 2015, 2018, 2021, 2022
Finalist: 1991, 2006